# Rödstjärtad rovfluga
Rödstjärtad rovfluga (Tolmerus pyragra) är en tvåvingeart som först beskrevs av Philipp Christoph Zeller 1840.  Rödstjärtad rovfluga ingår i släktet Tolmerus, och familjen rovflugor. Enligt den finländska rödlistan är arten starkt hotad i Finland. Arten har ej påträffats i Sverige. Artens livsmiljö är torra gräsmarker.

## Bildgalleri

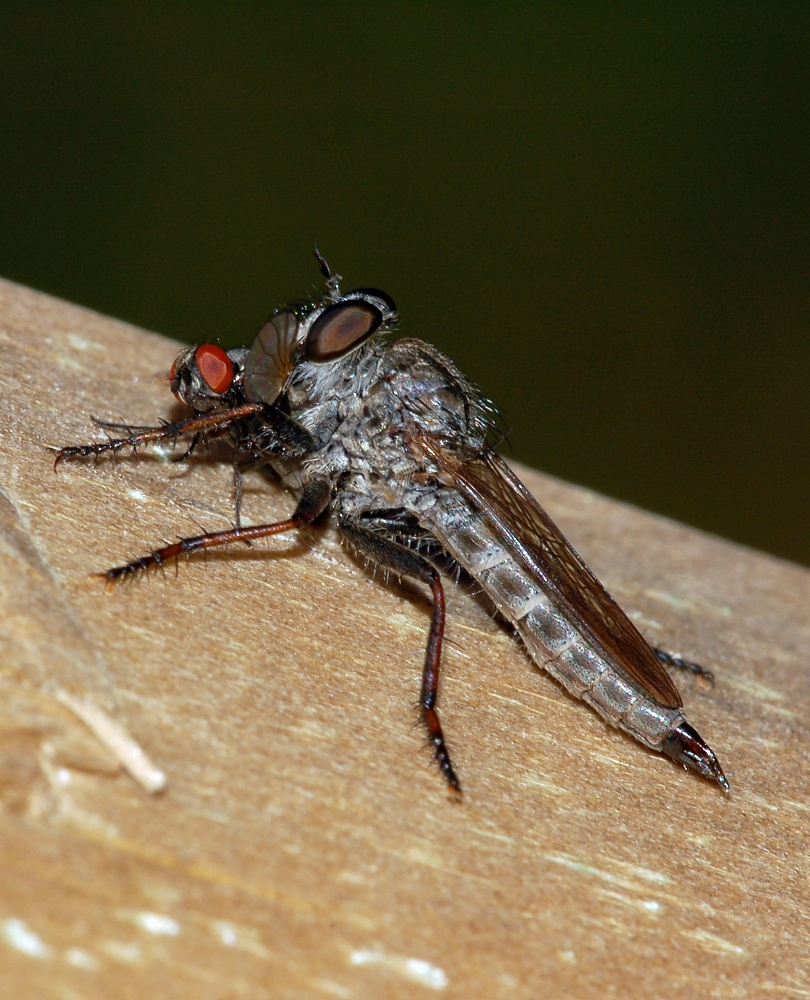
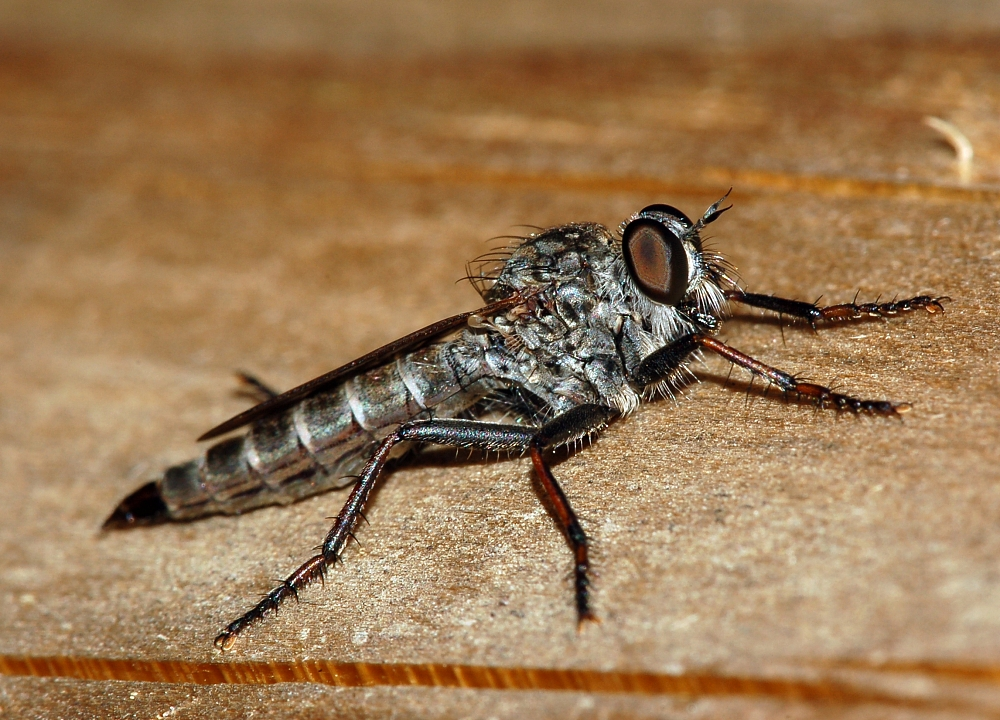
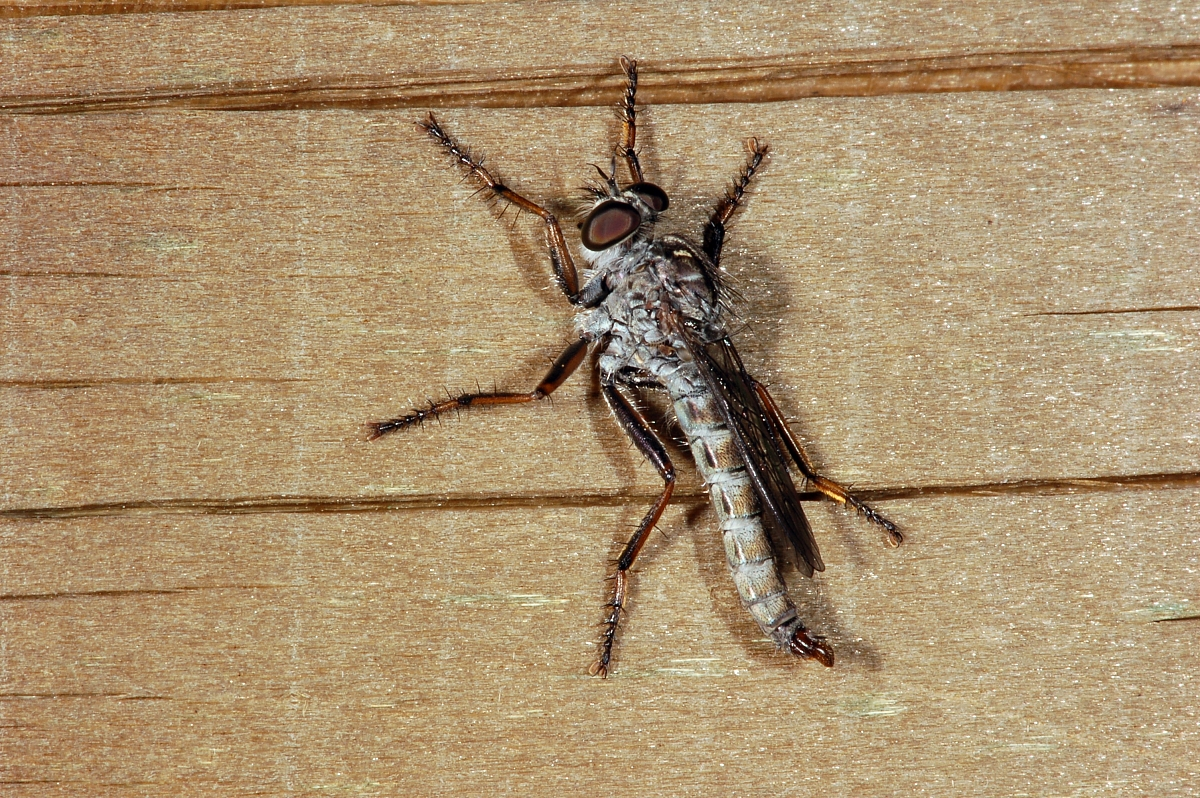